# L'Âme de la France
Vous lisez un « bon article » labellisé en 2008.
L'Âme de la France est une œuvre du sculpteur français Carlo Sarrabezolles constituée de trois statues monumentales identiques qu'il a réalisées dans trois matériaux différents durant l'Entre-deux-guerres. La première sculpture, en plâtre, date de 1921, la deuxième en pierre de 1922 et la dernière en bronze de 1930. D'une hauteur de 3,20 mètres, elles représentent une guerrière aux seins nus levant les bras vers le ciel.
Réalisée à partir du premier modèle, la sculpture la plus récente est actuellement installée sur un piédestal à l'entrée d'Hell-Bourg, dans les Hauts de l'île de La Réunion, département d'outre-mer de l'océan Indien. Elle a été offerte par le député de la Réunion Lucien Gasparin à la commune de Salazie en 1931 et elle a depuis lors traversé l'histoire réunionnaise d'une façon chaotique.
D'abord érigée dans le petit centre-ville en face de la mairie, elle est rapidement déboulonnée à la dynamite par le curé, puis successivement conservée en morceaux derrière un salon de coiffure, réparée par soudure et enfin déplacée de quelques kilomètres jusqu'au lieu-dit où elle se trouve encore aujourd'hui. Là, elle est à nouveau arrachée de son socle, cette fois par un cyclone tropical, puis laissée à l'abandon face contre terre pendant vingt ans avant d'être finalement retrouvée par hasard lors de travaux en 1968, à la suite de quoi elle est remise en place, réhabilitée en tant que monument aux morts de la Première Guerre mondiale, célébrée publiquement avec faste, inscrite à l'inventaire général des monuments historiques et enfin classée en tant que tel en 2004.

## Caractéristiques techniques et symboliques
Comme les deux autres modèles, en plâtre et en pierre, L'Âme de la France en bronze est une statue de 3,20 mètres de haut. Elle représente une guerrière casquée étendant ses deux bras vers le ciel, sa main droite terminée par une délicate petite gerbe de fleurs et son poing gauche serrant au contraire avec force un bouclier enfilé sur son avant-bras.
Cette posture singulière formant un V n'est pas gratuite. D'après Le Quotidien de La Réunion, « cette femme symbolise “la victoire de la France à ses morts reconnaissants” », en l'occurrence elle est un hommage aux soldats qui sont tombés pendant la Première Guerre mondiale, une guerre à laquelle La Réunion et les Réunionnais ont participé pour la défense de la Patrie, notamment emmenés par l'aviateur Roland Garros. Ainsi, le personnage figure visuellement la gratitude du pays envers les Poilus grâce à ce que la base Mérimée des Monuments historiques appelle une « allégorie profane », et la statue peut donc faire fonction de monument aux morts, comme c'est le cas sur l'île de l'océan Indien.
Toutefois, le personnage de L'Âme de la France présente également des caractéristiques particulières qui tranchent avec ses attributs martiaux. D'abord, elle a été « façonnée avec amour dans ses moindres détails, des replis de la jupe jusqu'aux splendides tresses », deux longues nattes qui « glissent dans son dos ». Ensuite, chose plus importante encore, elle représente une jeune femme à demi nue, le ventre et les seins découverts « à l'air libre », le corps élancé et la tête tournée vers la droite dans une position finalement très lascive.

## Origines

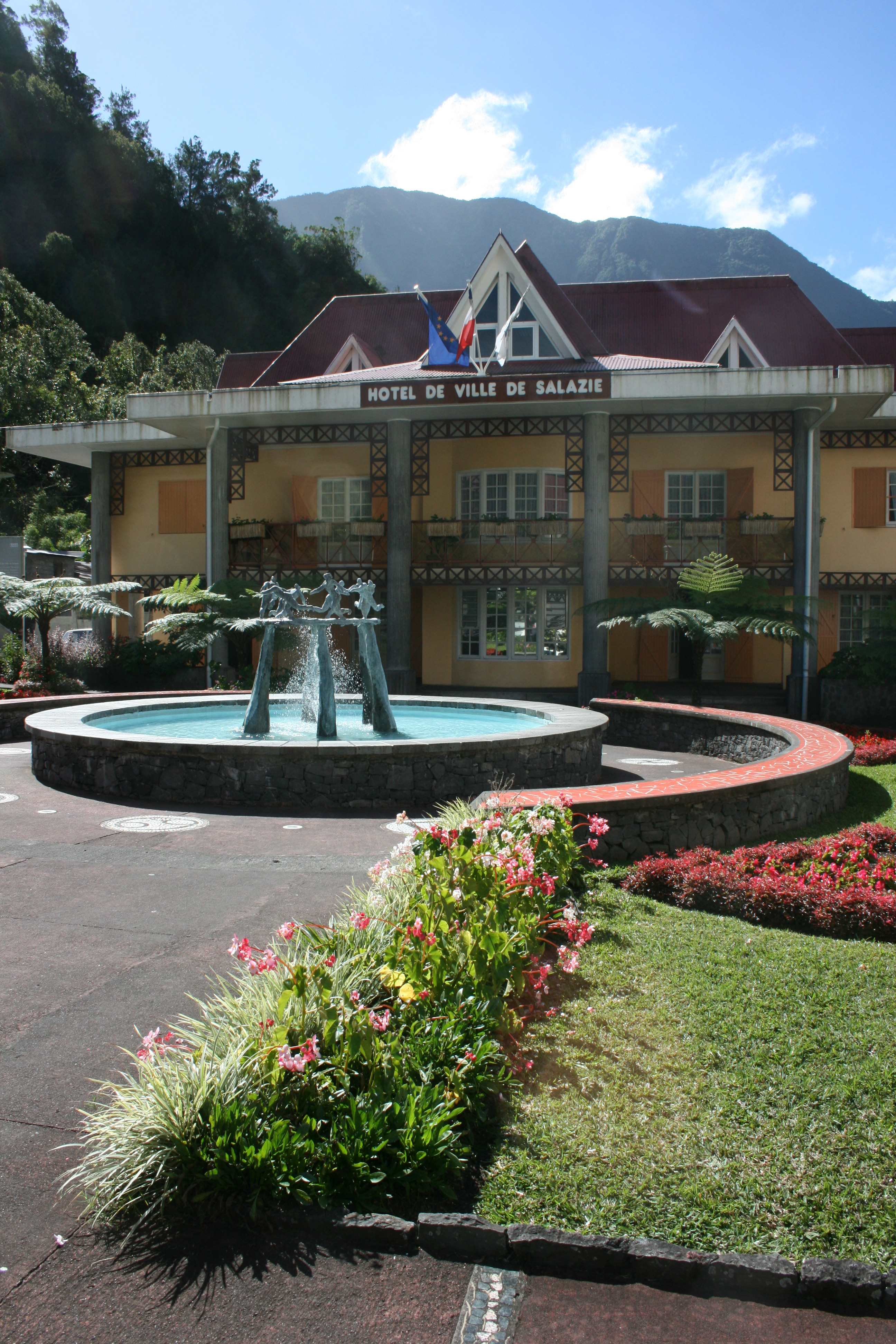
La mairie devant laquelle fut placée L'Âme de la France en bronze après son arrivée à La Réunion, de nos jours.

L'Âme de la France est l'œuvre de Charles Sarrabezolles, souvent appelé Carlo Sarrabezolles. Il s'agit de la première réalisation monumentale de ce sculpteur français né à Toulouse le 27 décembre 1888 et passé par l'école des Beaux-Arts de cette ville de 1904 à 1907, puis par celle de Paris jusqu'en 1914. Par la suite, mobilisé, combattant puis fait prisonnier, il se trouve jusqu'en 1918 dans l'impossibilité de pratiquer son art : c'est pourtant bien le conflit qui lui inspirera ses statues.
En 1921, il réalise un premier modèle en plâtre, qui remporte la médaille d'argent au Salon des artistes français. Ce modèle est désormais entreposé à l'historial de la Grande Guerre de Péronne, dans la Somme. Cette même année, il exécute au moins un exemplaire de taille réduite en bronze patiné vert et or de 55 centimètres de haut, relevant à présent d'une collection privée. Puis, l'année suivante, il crée cette fois une copie monumentale en pierre qui lui permet de remporter le prix National, copie qu'il offre au musée du Luxembourg à Paris et qui est actuellement conservée au musée Sainte-Croix de Poitiers, dans la Vienne. Enfin, il exécute en 1930 la sculpture en bronze que l'on trouve aujourd'hui à Hell-Bourg, à La Réunion.
Celle-ci ne se retrouve dans la colonie de l'océan Indien que par suite de l'intervention d'une personnalité politique de tout premier plan, Lucien Gasparin, qui a littéralement « incarné La Réunion à l'Assemblée nationale de 1906 à 1942 » : c'est ce député né en 1868 qui signe la commande publique d'une valeur de trente mille francs le 11 juillet 1931. Peu après, dans le centre-ville de Salazie, commune des Hauts de l'île située dans le cirque naturel du même nom, la statue est placée devant la mairie.

## Installation du bronze à La Réunion et déboulonnage

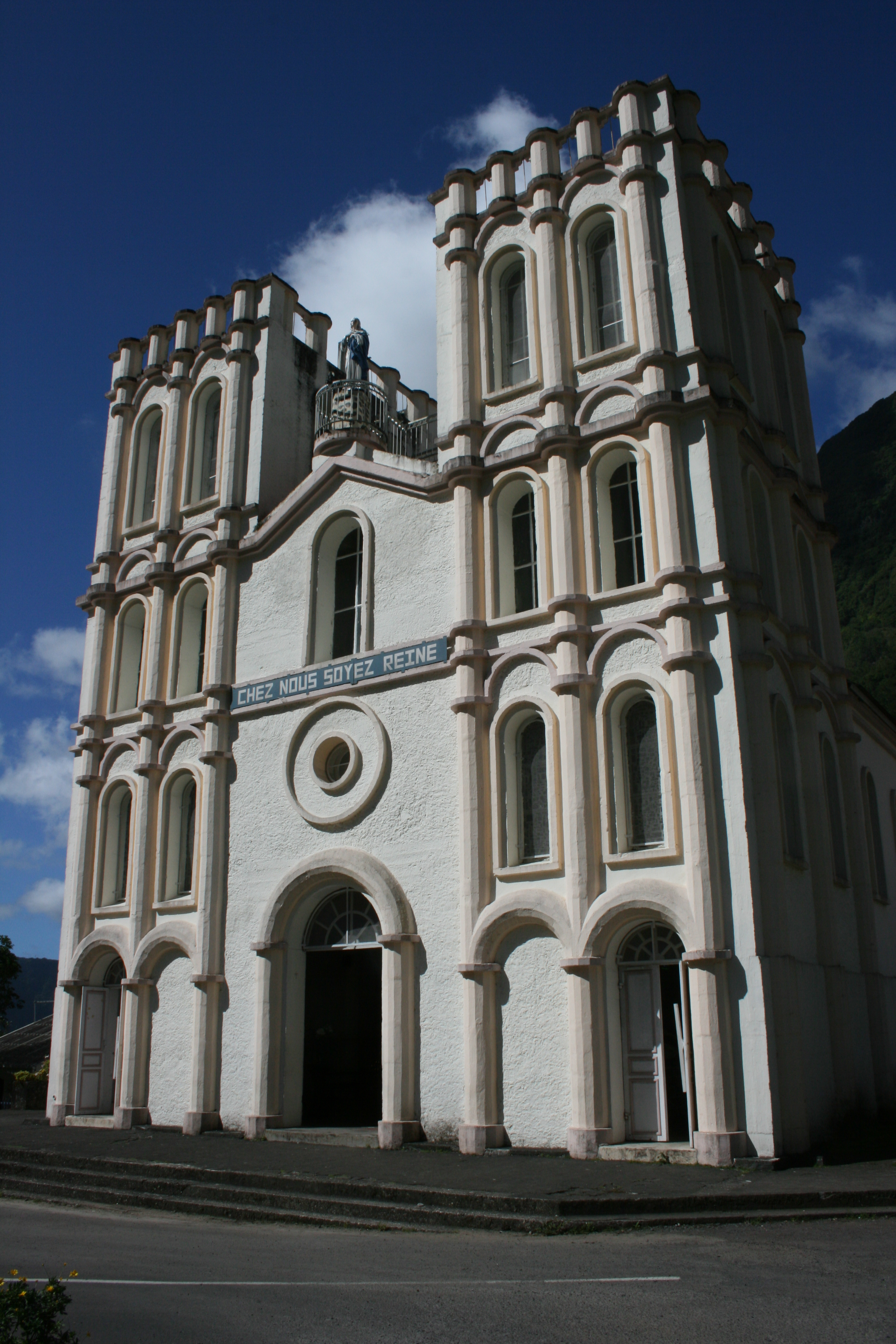
L'église du centre de Salazie devant laquelle L'Âme de la France en bronze se retrouva au début des années 1930.

L'installation de la statue en bronze devant la mairie de Salazie la situe par contrecoup juste en face de l'église toute proche, dont un jeune prêtre conservateur a la charge. Il s'agit du père Gabriel Bourasseau, né en 1902, passé par la Jeunesse ouvrière chrétienne, par le noviciat d'Orly ainsi que par Madagascar, d'où il gagne La Réunion au bout de deux ans. Il a déjà exercé en tant que curé à Champ-Borne et à la Plaine des Cafres avant d'arriver à Salazie, où il reconstruira en pierre, en l'agrandissant, l'église paroissiale jusqu'alors en bois.
Estimant « choquant » le monument aux morts, le prêtre suscite une mobilisation des fidèles en faveur de sa destruction, et déclenche « une bataille politico-religieuse » que certains attribuent toutefois à une manœuvre assumée de Lucien Gasparin, descendant d'esclaves affranchis profondément anticlérical. Pour tenter d'apaiser la situation, les habitants proposent de recouvrir les seins nus de la statue de vêtements, mais le maire, Didier Fontaine, refuse cette solution.
Cependant, quelques années plus tard, la Troisième République tombe face à l'Allemagne nazie, et le père Bourasseau profite du changement de régime politique pour obtenir de Vichy le droit de déboulonner la statue. Dans un premier temps, il ne parvient pas à la faire tomber malgré l'aide de fidèles équipés de cordes. Aussi recourent-ils finalement à la dynamite pour la faire choir, ce qui se produit en lui brisant les membres supérieurs. Les débris sont conservés par les Salaziens dans un hangar situé derrière un salon de coiffure.

## Déplacement et chute dans l'oubli
Les bouleversements de la Seconde Guerre mondiale et la départementalisation de La Réunion voient le retour en grâce de L'Âme de la France, dont les bras sont ressoudés. Elle est cependant déplacée hors du centre de Salazie jusqu'au lieu-dit appelé Hell-Bourg, à l'entrée duquel elle est installée et se trouve toujours aujourd'hui, dans un petit jardin garni de quelques fanjans par 21°03'52"80 de latitude sud et 55°31'18"00 de longitude est. Elle est placée face à un grand kiosque et à la mairie annexe de l'époque, qui a depuis été rasée et reconstruite derrière la statue.
Précisément, la jeune femme tourne le dos au rempart qui sépare le cirque du plateau accueillant la forêt de Bélouve, ce qui dramatise sa mise en scène, par ailleurs servie par un socle haut et un décor en fonte. En outre, elle fait face aujourd'hui à une plaque commémorative en l'honneur du poète Auguste Lacaussade située de l'autre côté de la voie qui traverse Hell-Bourg et elle trône donc au cœur d'un espace consacré à la représentation et à la commémoration publiques.
Quoi qu'il en soit, si ce nouveau site permet à la polémique de s'éteindre, la statue n'est pas à l'abri pour autant. Peu après son déménagement, elle est arrachée de son piédestal par un cyclone tropical dévastateur connu localement sous le nom de « cyclone de 1948 ». Mise au sol une seconde fois, elle gît abandonnée face contre terre pendant vingt ans jusqu'au réaménagement du lieu : en 1968, des ouvriers communaux la redécouvrent intacte sous les herbes et les gravats.

## Réhabilitation et classement

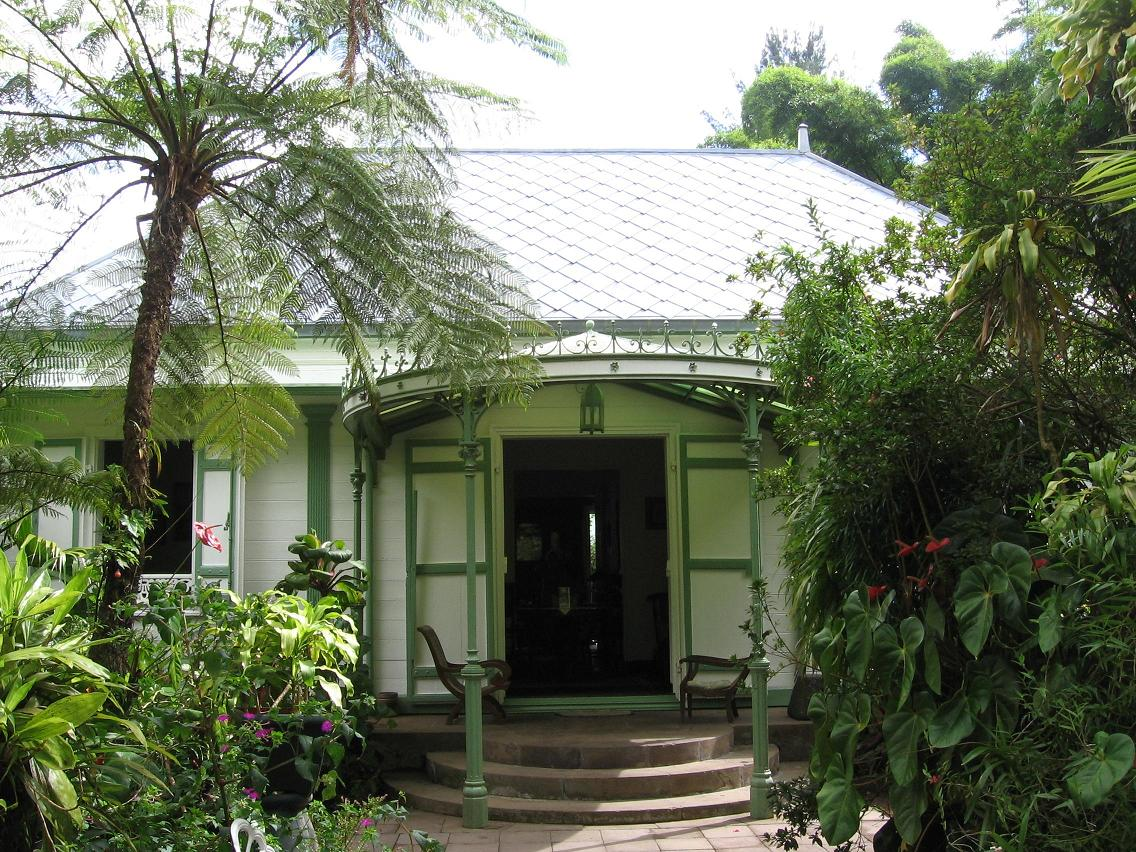
La maison Folio, un autre site classé des Monuments historiques situé dans la même rue que L'Âme de la France en bronze.

Remise sur pied, L'Âme de la France en bronze est réhabilitée en tant que monument aux morts. Elle survit donc aussi bien à son commanditaire, mort en 1948, qu'à son détracteur, décédé en 1957, mais aussi à son créateur, qui disparaît en 1967 non sans avoir réalisé de nouvelles statues aux bras levés, par exemple Le Génie de la mer en 1935. Les paroissiens s'approprient la sculpture en assimilant le personnage féminin qu'elle représente à Jeanne d'Arc, la sainte patronne de la France, et le 14 juillet 1974, d'après Le Quotidien de La Réunion, « Hell-Bourg lui rend enfin un hommage digne de ce nom, avec fleurs, trompettes, joie et sérénité ».
Par arrêté ministériel, L'Âme de la France en bronze et son socle sont inscrits à l'inventaire général des monuments historiques le 22 octobre 1998. Puis, le 5 mai 2004, l'ensemble du monument aux morts est classé, de nouveau par arrêté,,. Cette reconnaissance nationale contribue à faire associer l'image d'Hell-Bourg à celle d'un village pittoresque d'un grand intérêt patrimonial, d'autant que l'on trouve sur place d'autres Monuments historiques : la maison Folio, le guétali de la villa Lucilly et surtout le guétali de la villa Barau, à quelques mètres seulement de la statue.
L'Âme de la France fait aujourd'hui l'objet d'une attention particulière de la part d'un chargé de mission de l'écomusée de Salazie, Marc Pesseau, « son amoureux et surtout le gardien de son histoire ». D'après lui, il reste en la matière plusieurs zones d'ombre à combler, mais les recherches sont passionnantes. Enfin, et toujours selon ses dires, l'établissement pour lequel il officie travaille à la rénovation du socle, de laquelle l'État français doit décider à terme par le biais de la Direction régionale des Affaires culturelles.